# Saldula
Genre
Saldula est un genre d'insectes du sous-ordre des hétéroptères (punaises) et de la famille des Saldidae.

## Espèces présentes en Europe
- Saldula amplicollis (Reuter 1891)
- Saldula arenicola (Scholtz 1847)
- Saldula c-album (Fieber 1859)
- Saldula connemarae Walton 1986
- Saldula fucicola (J. Sahlberg 1870)
- Saldula lindbergi Lindskog 1975
- Saldula melanoscela (Fieber 1859)
- Saldula nitidula (Puton 1880)
- Saldula nobilis (Horváth 1884)
- Saldula opacula (Zetterstedt 1838)
- Saldula orthochila (Fieber 1859)
- Saldula pallipes (Fabricius 1794)
- Saldula palustris (Douglas 1874)
- Saldula pilosella (Thomson 1871)
- Saldula saltatoria (Linnaeus 1758)

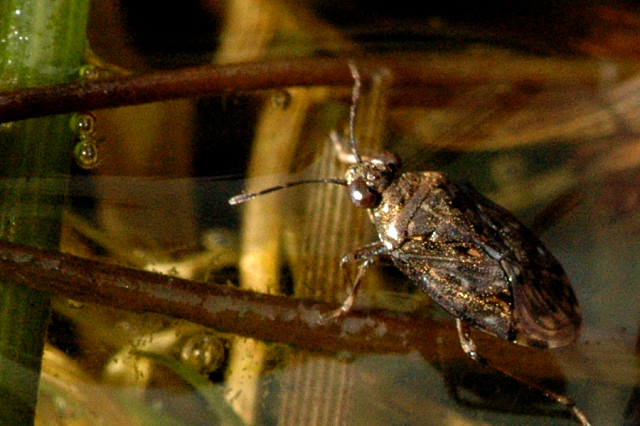
Saldula saltatoria

- Saldula sardoa Filippi 1957
- Saldula setulosa (Puton 1880)
- Saldula xanthochila (Fieber 1859)